# El Campello
El Campello of Campello is een gemeente in de Spaanse provincie Alicante in de regio Valencia met een oppervlakte van 55 km². El Campello telt 27.384 inwoners (1 januari 2016).
De gemeente El Campello grenst aan de volgende gemeentes in de provincie Alicante: Sant Joan, Mutxamel, Busot, Aigües, Orxeta en Villajoyosa. El Campello is onderdeel van het stedelijk gebied van Alicante.

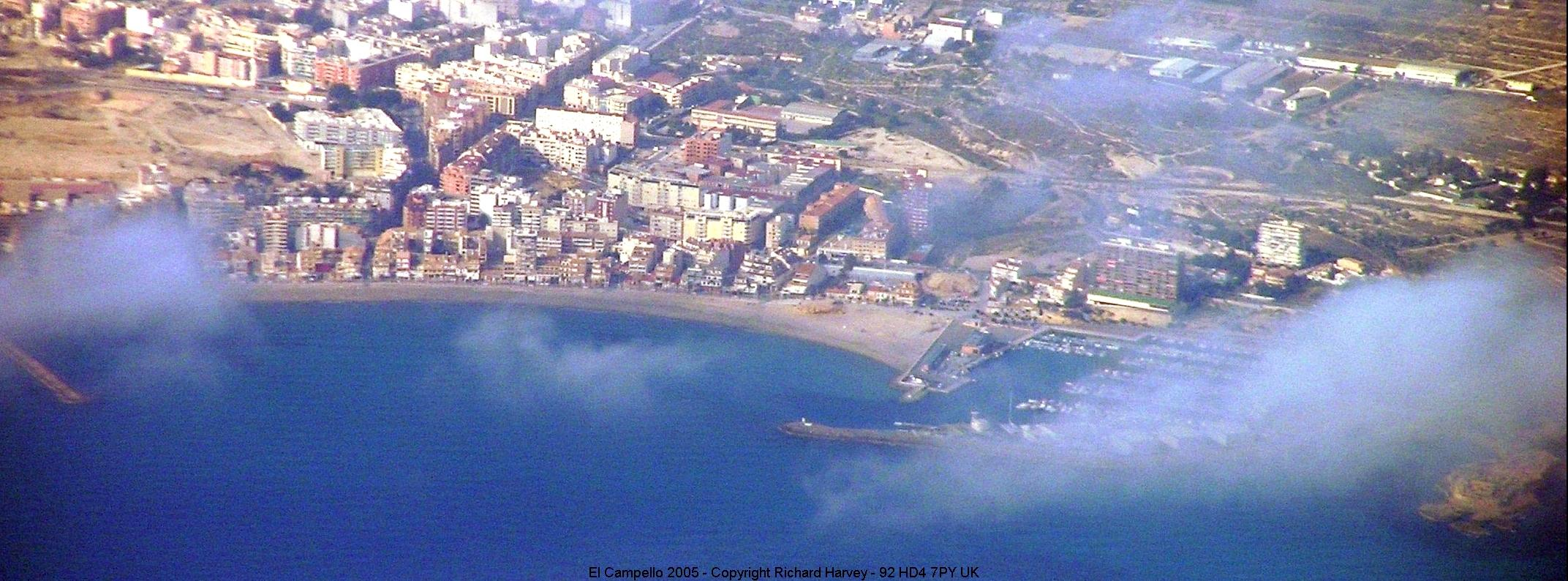
Luchtpanorama van El Campello

Oorspronkelijk waren landbouw en visserij de belangrijkste bronnen van inkomsten voor de gemeente, maar tegenwoordig zijn het toerisme en de bouwsector de belangrijkste economische activiteiten van het dorp.
De kustlijn van de gemeente is 23 km lang. Het strand Playa de Muchavista, dat een voortzetting is van het bekende Playa de San Juan van Alicante, is het grootste en bekendste strand van El Campello. Langs dit strand zijn veel urbanisaties gebouwd. De boulevard van El Campello bestaat voornamelijk uit cafés en appartementen.

## Geboren in El Campello
- Ignacio Vidal Miralles (24 januari 1995), voetballer

## Demografische ontwikkeling
Bron: INE; 1910-2011: volkstellingen
Opm.: Tot 1901 maakte El Campello deel uit van de stad Alicante

## Galerij

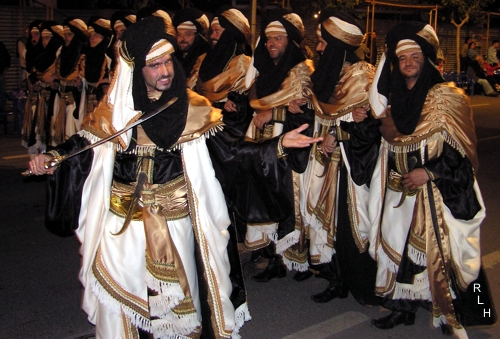
Moorse kostuums in de parade
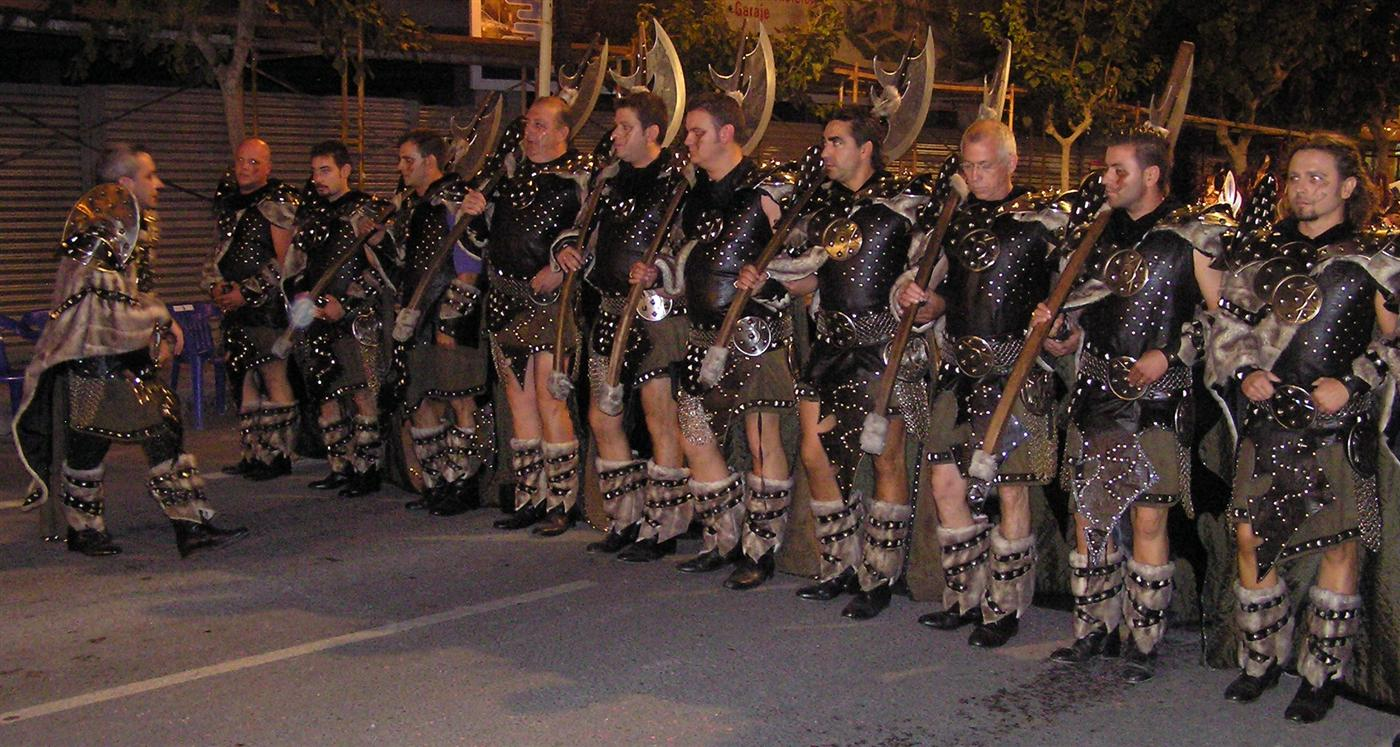
Christelijke kostuums in de parade
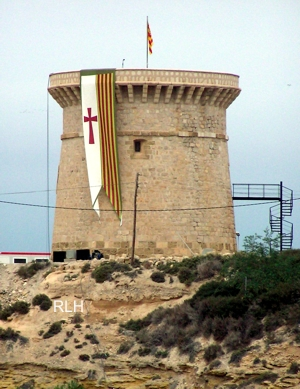
El Campello toren
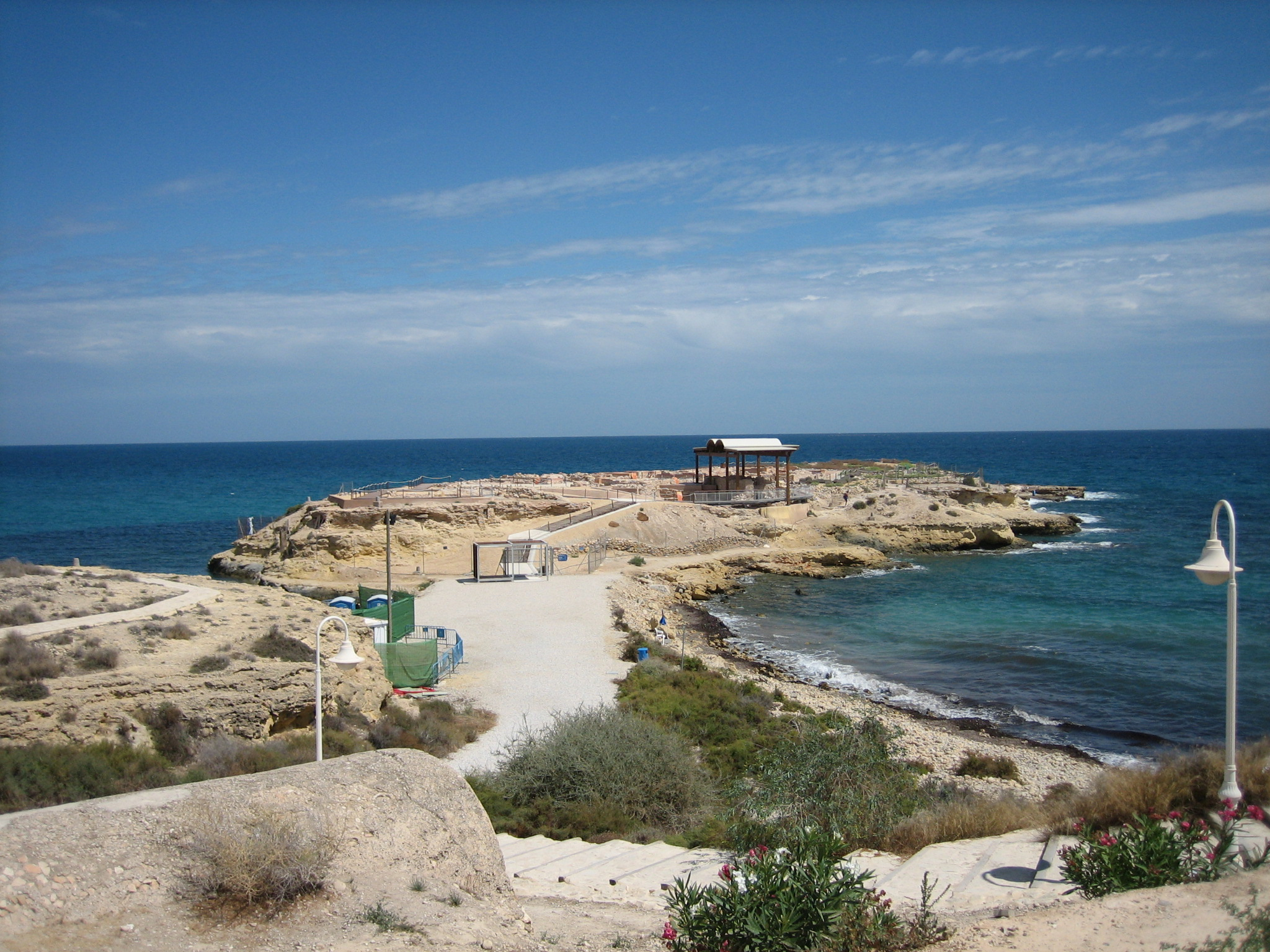
La Isleta

Agost · Agres · Aigües · Albatera · Alcalalí · Alcocer de Planes · Alcoleja · Alcoy · Alfafara · Algorfa · Algueña · Alicante · Almoradí · Almudaina · Altea · Aspe · Balones · Banyeres de Mariola · Benasau · Beneixama · Benejúzar · Benferri · Beniarbeig · Beniardá · Beniarrés · Benidoleig · Benidorm · Benifallim · Benifato · Benigembla · Benijófar · Benilloba · Benillup · Benimantell · Benimarfull · Benimassot · Benimeli · Benissa · Benitachell · Biar · Bigastro · Bolulla · Busot · Callosa d'en Sarrià · Callosa de Segura · Calp · Campo de Mirra  · Cañada· Castalla · Castell de Castells · Catral · Cocentaina · Confrides · Cox · Crevillent · Daya Nueva · Daya Vieja · Dénia · Dolores · El Campello · El Castell de Guadalest · El Ràfol d'Almúnia · El Verger · Elche · Elda · Els Poblets · Facheca · Famorca · Finestrat · Formentera del Segura · Gaianes · Gata de Gorgos · Gorga · Granja de Rocamora · Guardamar del Segura · Hondón de las Nieves · Hondón de los Frailes · Ibi · Jacarilla · Jávea · Jijona · L'Alfàs del Pi · L'Alqueria d'Asnar · L'Atzúbia · La Nucia · La Romana · La Vall d'Alcalà · La Vall d'Ebo · La Vall de Laguar · Llíber · Lorcha · Los Montesinos · Millena · Monforte del Cid · Monóvar · Murla · Muro de Alcoy · Mutxamel · Novelda · Ondara · Onil · Orba · Orihuela · Orxeta · Parcent · Pedreguer · Pego · Penàguila · Petrer · Pilar de la Horadada · Pinoso · Planes · Polop · Quatretondeta · Rafal · Redován · Relleu · Rojales · Sagra · Salinas · San Fulgencio · San Isidro · San Miguel de Salinas · San Vicente del Raspeig · Sanet y Negrals · Sant Joan d'Alacant · Santa Pola · Sax · Sella · Senija · Tàrbena · Teulada · Tibi · Tollos · Tormos · Torremanzanas · Torrevieja · Vall de Gallinera · Villajoyosa · Villena · Xaló